# Estelí (stad)
Estelí is de hoofdstad van het departement Estelí in Nicaragua. De stad ligt in het noordwesten van het land, om preciezer te zijn zo'n 150 kilometer boven Managua aan de Pan-Amerikaanse weg. Estelí telde 125.000 inwoners in 2015 en daarmee is het de op acht na grootste gemeente van Nicaragua naar inwoneraantal, waarvan ongeveer tachtig procent in urbaan gebied (área de residencia urbano) woont.
De stad heeft een eigen voetbalclub, Real Estelí, die speelt in de Primera División.
Ten noordwesten van de stad ligt op ongeveer acht kilometer afstand de vulkaan Estelí die in de laatste millennia niet actief is geweest.

## Economie
Het gebied waarin Estelí ligt is erg geschikt voor het verbouwen van tabak voor sigaren. Estelí is dan ook een van de belangrijkste sigaar-producerende steden in de wereld.

## Stedenbanden
Estelí heeft een stedenband met:
- Bielefeld (Duitsland), sinds 1995 officieel, maar sinds 1984 al contacten
- Delft (Nederland)
- Linköping (Zweden)
- Sheffield (Verenigd Koninkrijk)

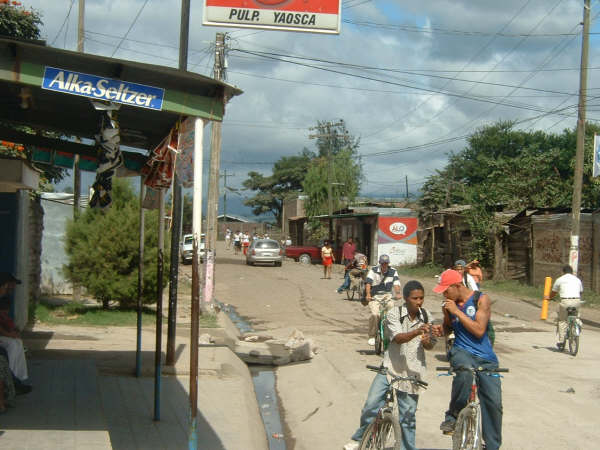
Een straat in Estelí

- Stavanger (Noorwegen)